# フォールン・ティンバーズの戦い
フォールン・ティンバーズの戦い（フォールン・ティンバーズのたたかい、英：Battle of Fallen Timbers）は、1794年8月20日に、アメリカ合衆国ジョージ・ワシントンによる北西部領土侵略に対抗して、アメリカ合衆国にインディアンが大同盟を組んで挑んだインディアン戦争。
北西インディアン戦争の行方を決した戦いであり、戦いはアメリカ合衆国軍の勝利に終り、この地域での戦闘は1811年の「テカムセの戦争」まで休戦となった。

## 背景
五大湖周辺のインディアン諸部族は西部五大湖同盟を組織していた。彼らは同地の入植を図るアメリカ合衆国に1790年と1791年に勝利し、ジョージ・ワシントン大統領に警告を鳴らしていた。1792年、ワシントンはアメリカ独立戦争の古参士官"マッド・アンソニー"ウェイン将軍を呼び付け、新しい軍隊の編成と指揮を命じた。ワシントンは「インディアンは狼と同種の、生贄のけだものである」として、インディアンの存在を植民の障害と捉え、徹底した集落の破壊と虐殺を進めていた。
ウェインはインディアンに対する前の2つの遠征隊が訓練と規律が足りなかったから失敗したと信じ、活発な準備を始めた。ウェインには新しい軍隊を鍛える時間がたっぷりあったので、1793年の夏は休戦交渉が行われた。アメリカは独立戦争の勝利の結果としてイギリスから奪ったオハイオ川より北の領土の支配を求めていた。既にアメリカの開拓者はオハイオ領土に移住を始めていた。
しかし、ショーニー族のブルージャケットとデラウェア族のバッコンガヘラスは、合衆国軍に対する最近の勝利で意気上がり、イギリスの支援も期待して、1768年のスタンウィックス砦条約で定められたオハイオ川の境界線を死守しようとした。諸部族は合衆国にオハイオ川の北の領土を渡すという条約を拒否していた。モホーク族の英雄ジョセフ・ブラントらが中心勢力となったインディアンの一派が妥協の交渉を試みていたが、ブルージャケットとその同盟者は妥協しなかった。
インディアンの部族は合議制民主主義社会であり、独任制の首長や「指導者」は存在しない。酋長は「調停者」であって、これも指導者ではない。ブルージャケットもジョセフ・ブラントも、敬意を集めた戦士であって「軍事指導者」ではない。

## 戦闘
ウェインの新しい合衆国軍は1793年にオハイオのワシントン砦から北に出発し、行軍中に砦の防御線を築いていった。ウェインの軍隊は約3,000名以上おり、チョクトー族やチカソー族を斥候として連れていた。
ブルージャケットの属するバンド（集団）は今日のオハイオ州モーミー市にあり、トレド市からもそう遠くない所にあるモーミー川で防衛的な布陣を布いた。そこには竜巻あるいは暴風で根こそぎ倒された多くの樹木（"fallen timbers"）があり、防壁となった。近くにあるイギリス軍のマイアミ砦からは食料の供給を受けることができた。インディアン同盟軍は総勢約1,500名であり、ブルージャケットのショーニー族、バッコンガヘラスのデラウェア族、リトルタートルのマイアミ族、ワイアンドット族、オジブワ族、オタワ族、ポタワトミ族、ミンゴ族、およびいくらかのカナダ民兵が加わっていた。
1794年8月20日に始まった戦闘そのものは長く続かなかった。インディアン同盟は数的に劣っていた（戦いが始まった時に多くの戦士が砦からの補給を受けていた）ばかりではなく、合衆国の騎兵隊に側面を衝かれてしまった。インディアンは直ぐに撤退しマイアミ砦に取って返したが、その門は閉じられていた。イギリス守備隊の指揮官はアメリカとの戦争を始めてもよいとは言われていなかったので、撤退してきたインディアンの隠れ家になることを拒んだのである。
米軍はインディアン集落と耕作地の大半を破壊し撤退した。ウェインの部隊は33名が戦死し、100名が負傷した。勝った米軍は30ないし40名の敵の死体が戦場に残されていたと報告した。イギリスのインディアン部局のアレクサンダー・マッキーによれば、インディアン同盟の損失は19名ということであった。マッキーの数字にはインディアン側で戦ったアレクサンダー・マキロップ指揮下のカナダ人志願兵の損失が含まれているかどうか明らかでない。
インディアン同盟の敗北に続いて1795年にグリーンビル条約が締結され、今日のオハイオ州の大部分がアメリカ領となり、1803年に州として昇格する道筋ができた。フォールンティンバーズに参加したインディアンの中には、このグリーンビル条約に署名（Ｘ印を書くだけである）しなかったテカムセというショーニー族の若き戦士がいた。彼は後年、新たにインディアンの抵抗を始めることになった。